# Sotto il vestito niente - L'ultima sfilata
Sotto il vestito niente - L'ultima sfilata è un film del 2011 diretto da Carlo Vanzina.
Il film riprende il tema di Sotto il vestito niente del 1985, che aveva già avuto un seguito apocrifo (Sotto il vestito niente II, diretto da Dario Piana nel 1988), ma non ne costituisce un sequel.

## Trama
Il trionfo nel mondo della moda di Milano dello stilista Federico Marinoni viene funestato dalla tragica morte della principale modella della maison e musa dello stilista, Alexandra Larsson, travolta da un'automobile pirata mentre si recava a festeggiare la propria consacrazione a top-model.
L'ispettore Vincenzo Malerba, incaricato di indagare sul caso però è poco convinto dall'ipotesi della tragica fatalità, anche per via dello strano incidente in cui cinque anni prima aveva perso la vita la precedente modella e musa della griffe Marinoni, lanciatasi giù da un palazzo. Nel frattempo il posto della scomparsa Alexandra viene preso da Brigitta Olsen detta Britt, giovanissima fioraia svedese priva di esperienze, scovata da Heidi, talent scout di Marinoni. Tuttavia, l'arrivo di Britt nell'entourage Marinoni crea rivalità e tensioni fra le modelle che speravano di prendere il posto di Alexandra. Da quel momento Britt riceve delle strane minacce telefoniche, pertanto scopre qualcosa di scottante sul passato della Larsson.
Nel frattempo la pista dell'omicidio premeditato prospettata dall'ispettore Malerba si rivela fondata, dato che intorno allo stilista continuano ad essere uccise altre persone legate alla griffe: prima la modella Cris, migliore amica di Alexandra ed in seguito Bruce, modello ed amante di Marinoni. Tutti sono potenzialmente possibili assassini: Daria, la sorella di Federico Marinoni; Beppe Luini, il suo ex marito coinvolto in vari giri di droga; Max Liverani, socio dello stilista; Giorgio Viganotti, giornalista di moda, ossessionato dalla bellezza femminile; Tanino Andò, stilista della casa di moda rivale; lo stesso Marinoni sembra nascondere molti particolari della storia. Tuttavia la chiave di volta per le indagini potrebbe celarsi all'interno dell'appartamento della defunta Alexandra, in cui si è sistemata l'incolpevole Britt.

## Produzione

### Riprese
Le riprese di Sotto il vestito niente - L'ultima sfilata si sono svolte fra il 13 settembre 2010 ed il 31 ottobre 2010 in varie location fra la Svezia (Stoccolma e Fjällbacka), la Svizzera (Davos) e l'Italia (Cernobbio, Milano, Bassano del Grappa e Roma).

## Distribuzione
Il film è stato distribuito nel circuito cinematografico italiano il 25 marzo del 2011.

## Accoglienza
A differenza del suo celebre predecessore, il film non ha riscosso il successo di pubblico sperato, non riuscendo nemmeno ad entrare tra i 100 maggiori incassi della stagione cinematografica italiana 2010-2011.